# Lagoa Formosa (ort)
Lagoa Formosa är en ort i Brasilien.   Den ligger i kommunen Lagoa Formosa och delstaten Minas Gerais, i den sydöstra delen av landet, 400 km söder om huvudstaden Brasília. Lagoa Formosa ligger 878 meter över havet och antalet invånare är 11 822.
Terrängen runt Lagoa Formosa är platt åt sydväst, men åt nordost är den kuperad. Runt Lagoa Formosa är det ganska glesbefolkat, med 23 invånare per kvadratkilometer..
Omgivningarna runt Lagoa Formosa är huvudsakligen savann.